# زندگی می‌گوید: اما باز باید زیست…
زندگی می‌گوید: اما باز باید زیست... عنوان کتاب شعری از شاعر نامدار، مهدی اخوان ثالث می‌باشد. این کتاب پنجمین مجموعه شعر چاپ شدهٔ اخوان ثالث است، اشعار این مجموعه شامل زندان‌نامه مهدی اخوان ثالث می‌باشد.